# Marmo portasanta
Il marmo portasanta ("marmor chium" in latino) è un tipo di marmo. Ha venature che vanno dal rosso al sanguigno, su di una base scura. È inoltre brecciato. Proveniva dalle cave di marmo presenti a Chio, isola orientale del Mar Egeo.